# Vanda tessellata
Vanda tessellata är en orkidéart som först beskrevs av William Roxburgh, och fick sitt nu gällande namn av William Jackson Hooker och George Don jr. Vanda tessellata ingår i släktet Vanda och familjen orkidéer. Inga underarter finns listade i Catalogue of Life.

## Bildgalleri

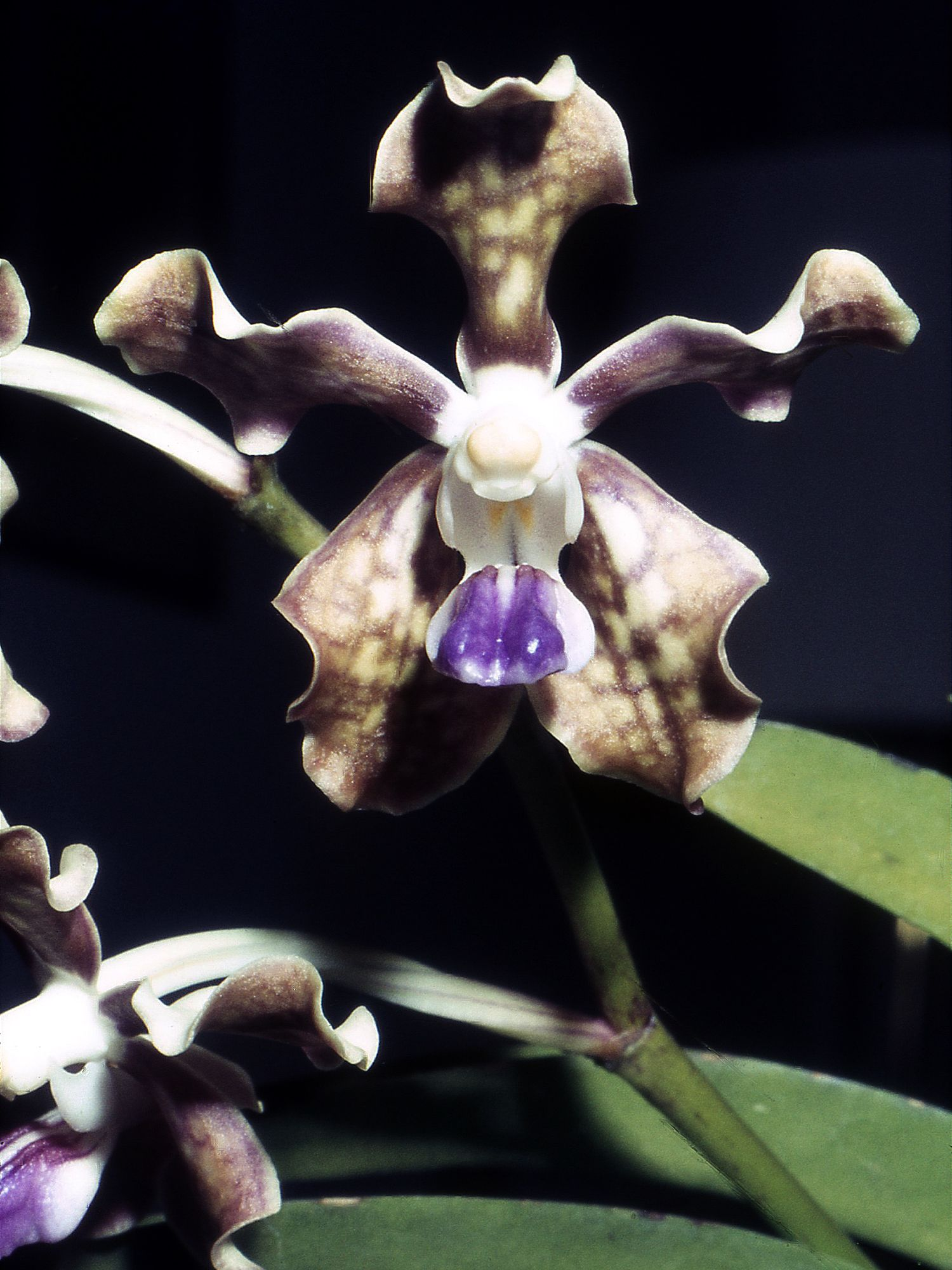
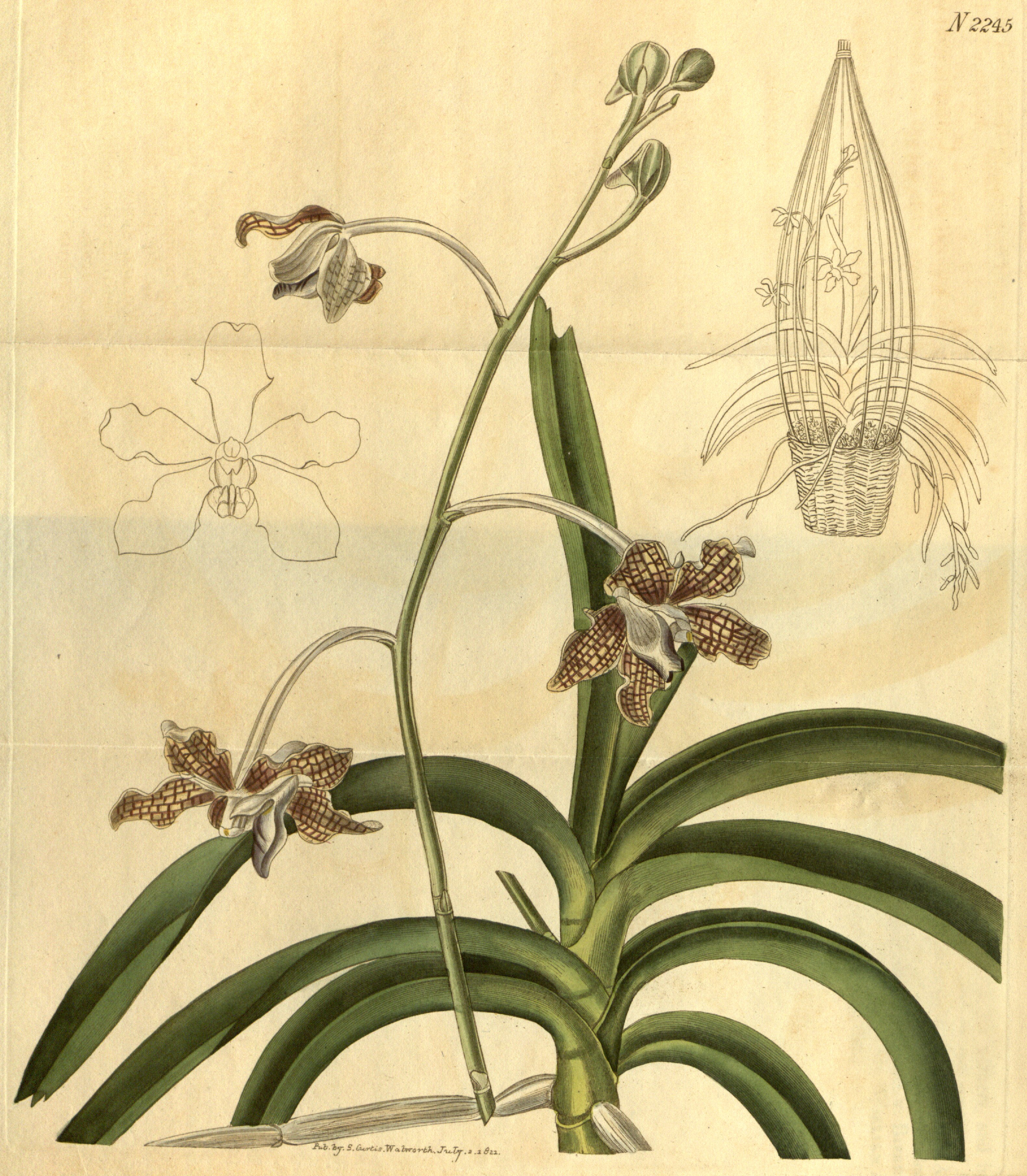
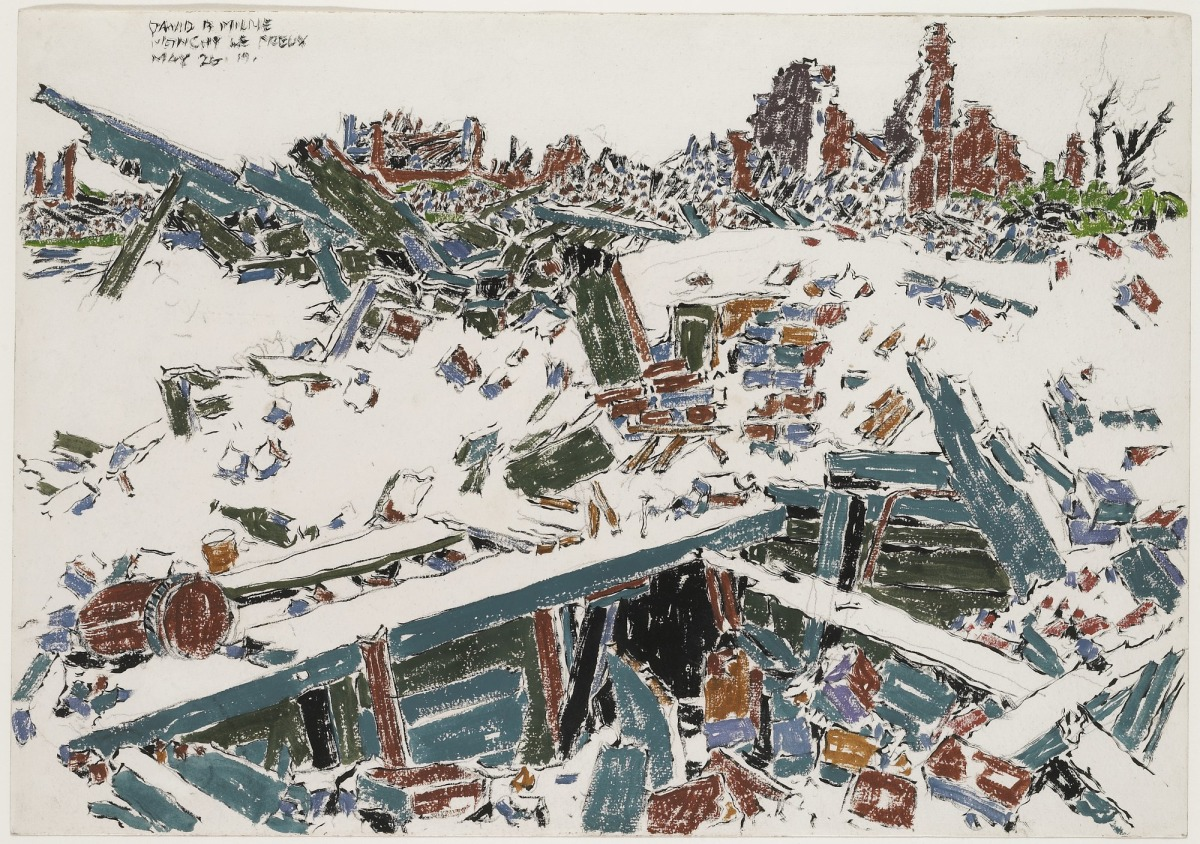